# Let the Sunshine In
Let the Sunshine In è un album in studio del gruppo musicale statunitense Diana Ross & The Supremes, pubblicato nel 1969.

## Tracce
1. The Composer
2. Everyday People
3. No Matter What Sign You Are
4. Hey Western Union Man
5. What Becomes of the Brokenhearted
6. I'm Livin' in Shame
7. Medley: Aquarius/Let the Sunshine In (The Flesh Failures)
8. Let The Music Play
9. With a Child's Heart
10. Discover Me (and You'll Discover Love)
11. Will This Be the Day
12. I'm So Glad I Got Somebody (Like You Around)

## Classifiche
| Classifica(1969)                | Posizione più alta |
| U.S. Billboard 200              | 24                 |
| U.S. Billboard R&B Albums Chart | 7                  |